# 대한민국 제4대 대통령 선거 민주당 후보 경선
1960년 대한민국 정·부통령 선거 민주당 후보 경선은 제4대 대통령 선거 및 제5대 부통령 선거를 위해 민주당의 정·부통령 후보를 선출하기 위해 치러진 경선이었다. 1959년 11월 26일 실시된 대의원 투표 결과 당 대표였던 조병옥 박사가 대통령 후보, 최고위원이자 부통령이었던 장면 박사가 부통령 후보로 당선되었다.

## 경과

### 신구파 대결
구파에서는 대통령 후보로 조병옥 박사를 지지하고 있었으며, 신파에서는 대통령 후보로 장면 박사를 지지하고 있었다.
그러면서도 조병옥 측은 장면, 장면 측은 조병옥을 부통령 후보로 지지할 생각이 있다고 밝혀, 신구파 안배 티켓 선출의 가능성이 보이는 듯 했다. 실제로 민주당은 4년 전 경선 때도 구파에서 대통령 후보직을 차지하고 신파에서 부통령 후보직을 차지하는 방식으로 합의를 이룬 바 있었다. 그러나 장면 캠프에서 이번에는 그런 합의를 할 생각이 없다고 밝히고 조병옥 캠프 또한 부통령 후보직에는 관심이 없음을 표명해 대통령 후보 지명 경쟁은 신파와 구파의 전면전이 될 것으로 보여졌다.
장면 박사는 또한 조병옥 박사가 자신에게 대통령 후보직을 양보할 경우, 자신은 당 대표직을 조병옥 박사에게 양보하겠다며 사전 조정을 시도했으나, 조병옥 캠프는 이 역시 거부하고 후보와 대표 모두 독식하겠다는 의지를 보였다.

### 조병옥의 불출마
일부 지역에서 폭력 사태가 벌어지는 등 점점 신구파 간에 갈등이 고조되던 1959년 10월 10일, 조병옥 박사가 당의 분열을 막기 위해 경선을 포기한다고 선언하며 후보 지명전은 새로운 국면에 접어들었다. 조병옥 박사는 신구파의 전면 충돌로 당의 분열을 초래하는 대신 이번 선거는 장면 박사에게 양보하고 제5대 대통령 선거를 노리는 게 낫다는 계산 하에 이 같은 결단을 내린 것으로 알려졌다. 따라서 조병옥계는 대통령 후보 경선을 양보하는 대신 당 대표직을 조병옥 박사가 차지하고, 구파 2대 신파 3의 비율로 구성된 최고위원회도 조병옥계 위원들을 추가해 당권을 확실히 거머쥐는 방안을 추진했다.
이로써 대통령 후보 당선이 확실시된 장면 박사는 조병옥 박사가 정치적 '쇼'를 하는 게 아닌가 의심하면서도, 당의 화합을 위해 조병옥 박사나 조병옥계 중진인 윤보선 의원을 러닝메이트로 지명할 것을 추진하는 등 활기찬 모습을 보였다. 그러나 조병옥 박사와 윤보선 의원은 모두 부통령 후보 수락 의사가 없다고 밝혔다.

### 불출마 번의
조병옥 박사의 불출마 선언은 내분을 수습하려던 의도와는 달리 당에 더 큰 혼란만을 가져왔다. 조병옥 박사의 불출마 선언은 구파 내부에서 협의된 사안이 아니었던 바, 다수의 구파 의원들이 맹렬히 반발한 것이었다. 이들은 조병옥 박사에게 후보직을 양보할 것을 거부한 신파에 대한 불만을 터뜨렸으며, 공개적으로 조병옥 박사에게 불출마 번복을 요구하거나 심지어 당을 탈당해버리기까지 했다.
신구파 간에 파열음이 갈 수록 심각해지자 오히려 신파 측에서 조병옥 박사에게 전당대회 파행을 막기 위해 불출마 선언을 번복해 달라고 요청하기에 이르렀다. 곽상훈 최고위원을 비롯한 일부 신파와 중도파에서 장면 박사에게 대승적 차원에서 대통령 후보 조병옥·부통령 후보 장면 안을 수용하라고 공개적으로 종용하기도 했다. 민주당 최고위원회는 10월 16일 공식적으로 대표최고위원인 조병옥 박사에게 불출마 선언 번의를 권고하였으나, 조병옥 박사는 이를 거절하였다. 장면 박사는 조병옥 박사를 대통령 후보, 본인을 부통령 후보로 하는 합의안을 수용할 의사를 밝히기도 하였으나, 조병옥 박사는 이 또한 당내 화합이 이루어지기 전에는 후보 지명전에 복귀할 수 없다며 거절하였다.
결국 조병옥 박사는 전당대회 전날인 11월 25일 성명을 발표하고 전당대회 결과 자신이 지명될 경우 당의 명령을 수락하겠다고 밝혀, 사실상 불출마 선언을 번복하였다.

## 경선 방식
민주당은 경선 룰을 놓고도 막판까지 진통을 겼었다. 장면 캠프는 1차 투표에서 과반 득표자가 없을 시 결선 투표를 진행해 과반 득표자를 대통령, 2위 득표자를 부통령에 지명하도록 하자고 주장했다. 조병옥 캠프는 결선 투표 없이 한 번의 투표로 단순 최다 득표자를 대통령, 2위 득표자를 부통령에 지명하는 방식을 주장했다. 김도연 박사 등 구파 일부는 2위 득표자가 자동적으로 부통령 후보가 되는 것은 맞지 않다며 대통령 후보와 부통령 후보를 각각 따로 투표해 선출해야 한다고 주장하였다. 그 외에도 연기명 투표제를 채택하자는 주장도 있었다.
결국 네 가지 안을 놓고 전당대회에서 표결에 붙인 결과, 조병옥 측의 단순다수제 안은 974표 중 찬성 439표로 부결되고 장면 측의 결선투표제 안이 974표 중 찬성 492표로 통과되었다.
분명 구파가 대의원 수에서 우세했음에도 조병옥 캠프의 단순 다수제 안이 부결된 이유는 구파 내 일부 강경론자들의 이탈 때문으로 분석되었다. 당초 부통령 후보로 나섰던 김도연 박사가 대회 전날 신구파 화합을 위한 불출마를 선언하였음에도 불구하고 이들은 구파 독식을 추진, 김도연 박사를 부통령 후보로 지지할 생각이었다. 따라서 이들은 대통령 후보와 부통령 후보를 따로 선거하는 안을 지지, 조병옥 캠프의 안에 반대 투표를 한 것으로 알려졌다. 그러나 네 개의 안 중에 두번째로 투표에 부쳐진 장면 캠프 측 안이 통과되는 바람에 이들 구파 강경파가 지지하던 양 후보 분리 선출 안은 한 번 투표에 부쳐지지도 못하고 폐기됐고, 괜히 선거 시작도 전에 조병옥 캠프의 분위기만 망쳐놨다는 빈축을 샀다.

## 결과

### 대통령 후보 선거
전당대회는 원래 10월 중순에 개최될 예정이었으나, 신구파 간의 갈등이 늦게까지 수습되지 못한데다 국정감사 시즌까지 겹쳐 11월로 연기하게 되었다.
1959년 11월 26일 열린 후보 지명 대회에서 대의원 투표를 진행한 결과, 조병옥 후보가 총투표수 966표 중 과반인 484표를 획득하여 결선투표 없이 대통령 후보에 지명되었다. 2위를 한 장면 후보는 부통령 후보로 지명되었다. 당초 조병옥 박사를 대통령 후보로 하고 장면 박사를 부통령으로 하자는 절충안이 범계파적인 지지를 얻고 있어 조병옥 캠프는 5~600표 이상의 압승을 자신했으나, 실제 투표 결과는 박빙으로 나타났다.
| 득표순위 | 이름     | 득표수 | 득표율 | 비고        |
| -------- | -------- | ------ | ------ | ----------- |
| 1        | 조병옥   | 484    | 50.1%  | 대통령 후보 |
| 2        | 장면     | 481    | 49.8%  | 부통령 후보 |
|          | 기권     | 1      | 0.1%   |             |
| 총투표수 | 총투표수 | 966    | 100%   |             |

### 당 대표 선거
다음 날인 27일에는 당 대표 선출이 진행되었는데, 투표 결과 장면 박사가 당 대표로 당선되었다.
조병옥 박사가 대통령 후보로 지명된 날 오후 구파 지도부는 회합을 갖고 당 대표직을 장면 캠프에 양보할지 말지에 대해 토의하고 투표한 결과, 대표직도 구파에서 차지하기로 합의했다. 이에 장면 캠프는 대표직마저 구파에서 가져갈 시 대회 파행 및 분당을 불사하겠다며 구파를 압박했고, 결국 구파 대의원들은 장면에게 표를 몰아준 것이었다.
| 득표순위 | 이름     | 득표수 | 득표율 | 비고         |
| -------- | -------- | ------ | ------ | ------------ |
| 1        | 장면     | 518    | 53.5%  | 대표최고위원 |
| 2        | 조병옥   | 447    | 46.2%  |              |
|          | 기권     | 1      | 0.1%   |              |
|          | 무효     | 2      | 0.2%   |              |
| 총투표수 | 총투표수 | 968    | 100%   |              |

또한  이 날  전당대회에서는 구파의 조병옥·백남훈과 신파의 곽상훈·박순천·장면 등 5명으로 구성된 기존의 최고위원회에 구파 측 위원을 한 명 추가해 신구파 비율을 5대 5로 맞추기로 합의했다. 당초 기존 비율 유지를 주장하던 신파는 구파 위원 증원에 어쩔 수 없이 동의하면서도 김도연 박사를 임명하자는 구파의 주장에는 반대해 신경전을 벌였다. 그 결과 구파이면서도 비교적 중도적인 인사로 분류되던 윤보선 의원이 신임 최고위원으로 결정되었다. 윤보선 본인은 이 합의에 결사 반대했는데, 당은 어렵게 성사된 합의를 깰 수 없다는 이유로 윤보선 의원을 대회장 건물 안 한 곳에 반강제로 데려다 놓고 이 같은 결정을 통과시켰다.

## 같이 보기
- 3.15 부정선거